# Лакур-д’Арсне
Лаку́р-д’Арсне́ (фр. Lacour-d’Arcenay) — коммуна во Франции, находится в регионе Бургундия. Департамент коммуны — Кот-д’Ор. Входит в состав кантона Преси-су-Тий. Округ коммуны — Монбар.
Код INSEE коммуны — 21335.

## Население
Население коммуны на 2010 год составляло 128 человек.
| 1962 | 1968 | 1975 | 1982 | 1990 | 1999 | 2010 |
| ---- | ---- | ---- | ---- | ---- | ---- | ---- |
| 156  | 133  | 121  | 81   | 87   | 107  | 128  |

## Экономика
В 2010 году среди 74 человек трудоспособного возраста (15—64 лет) 52 были экономически активными, 22 — неактивными (показатель активности — 70,3 %, в 1999 году было 66,7 %). Из 52 активных жителей работали 46 человек (23 мужчины и 23 женщины), безработных было 6 (5 мужчин и 1 женщина). Среди 22 неактивных 7 человек были учениками или студентами, 8 — пенсионерами, 7 были неактивными по другим причинам.